# Суп-концентрат
Суп-концентрат, суповой концентрат — смесь пищевых продуктов, полностью или частично подготовленных к употреблению в пищу. Использование супов-концентратов не требует специальных кулинарных навыков: способ их приготовления указывался на этикетках.
Супы-концентраты попадают в розничную торговлю в брикетированном и небрикетированном (рассыпном) виде. В СССР выпускались следующие сухие супы: овощные, бобовые, крупяные супы и супы из макаронных изделий с мясом, копчёностями, грибами и рыбой, а также молочные, фруктовые и сладкие. Супы-концентраты следует хранить при температуре не выше 20 °C и относительной влажности не выше 75 %.
В состав рыбных супов-концентратов в СССР входили пищевой рыбный порошок или рыбная крупка, сушёные овощи, крупы, макаронные изделия, пшеничная мука, картофельный и кукурузный крахмал, сухое молоко, жиры, глютамат натрия, лимонная кислота, поваренная соль и пряности. Основные рецептуры рыбных супов в СССР были адаптированы у крупного норвежского производителя Rieber & Søn.